# Дом Фуа
Дом де Фуа (фр. Foix) — один из важнейших владетельных домов в истории Южной Франции. Центром их средневекового домена было графство де Фуа, однако в разные годы его представители владели также Наваррой, Беарном, Андоррой, Комменжем, Нарбонном, Немуром и иными землями. Существовало два рода, связанных между собой родством по женской линии. Последние из Фуа жили при Людовике XIV.

## Дом Фуа-Каркассон
Ведёт своё происхождение от Бернара I Роже (ум. 1036/1038), второго сына графа Каркассона Роже I (ум. 1012). При разделе отцовских владений Бернар I Роже унаследовал Кузеран, часть Каркассона и сеньорию Фуа, позже получившую статус графства.
В конце XIII века представители рода унаследовали ряд владений в Гаскони, в том числе и виконтство Беарн, и Каталонии из-за чего род получил прозвание Фуа-Беарн. В начале XIV века род разделился на 2 ветви, старшая из которых унаследовала Фуа и Беарн, а младшая (Фуа-Кастельбон). Старшая ветвь угасла в 1391 году, её владения перешли к Матье де Фуа, виконту де Кастельбон, представители ветви Фуа-Кастельбон. Поскольку Матье не оставил детей, то его владения перешли к сестре, Изабелле де Фуа, и её мужу, Аршамбо де Грайи, ставших родоначальниками рода Фуа-Грайи.
Также существовали ветви Фуа-Савердюн, Фуа-Рабат, Мардон-Кузеран и Мединасели. Последняя из них просуществовала в Испании до XIX века и угасла со смертью последнего маркиза де Ла Роза.
Известные представители
- граф Раймунд Роже, наследовал своему отцу Роже Бернару I в 1188 г. и правил до своей смерти в 1223 г. Участвовал вместе с Филиппом II Августом в 3-м крестовом походе и отличился при взятии Акры. Вернувшись во Францию, он вступил в тесный союз со своим сюзереном, графом Тулузским Раймундом VI; играл видную роль в альбигойской войне. Мать и сестра Фуа открыто сочувствовали альбигойцам, и потому в 1209 г. Симон де Монфор вторгся в его владения. Борьба велась сначала с переменным успехом, но затем Фуа был побежден и в 1214 г. вынужден был примириться с церковью. Он явился на Латеранский собор и получил свои земли обратно. Однако Монфор отказался вернуть свои завоевания. Война возобновилась, и Фуа умер во время осады крепости Мирепуа. Он принадлежал к числу провансальских поэтов.

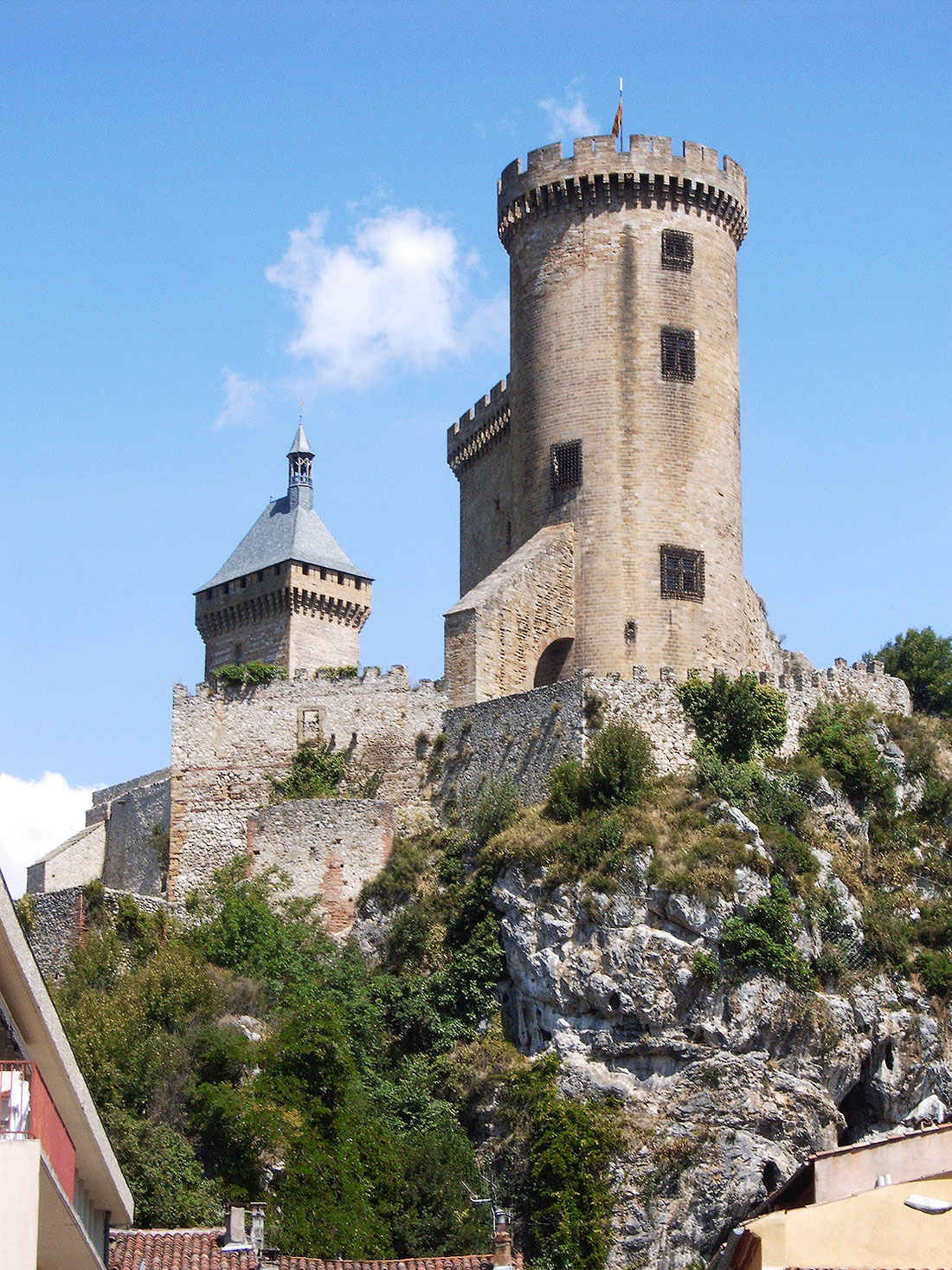
Фамильное гнездо графов де Фуа.

- Сын его, Роже Бернар II, прозванный Великим, правил с 1223 по 1241 г. Ещё при жизни отца принимал деятельное участие в борьбе с крестоносцами. Вступив на престол, он заключил союз с Раймундом VII Тулузским против Симона де Монфора. В 1226 г. против Раймунда VII и Фуа двинулся французский король Людовик VIII. Раймунд VII купил мир на унизительных условиях, а Фуа был отлучен от церкви и лишён своих владений. Однако вскоре ему удалось вернуть свои земли. Незадолго до смерти он поступил в монастырь.
- Роже Бернар III († в 1303 г.). Из-за борьбы с Арманьяками столкнулся с французским королём Филиппом III и попал к последнему в плен. После долголетней верной службы королю он был освобожден и вернулся в свои владения. Вторично попал в плен к Педро III, королю Арагонскому, и освободился лишь после смерти последнего. О своём втором плене Рожер рассказывает в сочиненных им против Педро песнях, напечатанных в «Histoire littéraire des troubadours» Millot.
- Гастон III, иначе называемый виконтом Беарнским (1331—1391), за свою красоту получил прозвище «Феб». В 1346 г. он оказал поддержку королю Филиппу VI в войне с англичанами, за что он был назначен губернатором Лангедока и Гаскони. Заподозренный в том, что он вступил в тайное соглашение с Карлом Злым Наваррским против французского короля Иоанна, был принужден принять участие в крестовом походе Тевтонского ордена в Ливонию. Вернувшись оттуда, спас королевскую власть от Жакерии и восставшего Парижа. Заподозрив своего сына в заговоре против себя, он уморил его в тюрьме голодной смертью. Когда Карл VI задумал лишить его управления Лангедоком и отдать последний герцогу Беррийскому, Гастон III воспротивился этому и с оружием в руках разбил герцога при Ревеле. Гастон III — автор книги об охоте под заглавием «Miroir de Phebus des déduiz de la chasse des beste sauvaiges et des oyseaux de proye» (Пуатье, 1560 и Париж, 1620). Напыщенный язык этой книги вошёл в поговорку (faire du Phebus — говорить напыщенно). Ср. Madaune, «Gaston de Phebus comte de Foix» (1864). После смерти не оставившего потомства Гастона Феба графство Фуа перешло к французскому королю Карлу VI, отдавшему его в ленное владение правнуку Рожера I Фуа, Матье, виконту де Кастельбон; после смерти последнего графство наследовал муж его сестры Изабеллы, граф Аршамбо де Грайи († в 1412 г.).

## Дом Фуа-Грайи

### Графы де Фуа
- Сын Аршамбо и Изабеллы де Фуа, Жан I (? — 1436), был назначен королём Карлом VI генерал-капитаном Лангедока, Оверни и Гиени. Это назначение повлекло за собой распрю с дофином, но когда последний вступил на престол под именем Карла VII, он не только примирился с графом Фуа, но назначил его командующим войсками и отдал ему в лен Бигорр. Ср. Flourac, «Jean I comte de Foix» (По, 1884). Герб рода Фуа-Грайи

Герб рода Фуа-Грайи

Карта Франции 1477 г. с указанием владений дома Фуа

- Матьё де Фуа-Комменж (? — 1453) — младший сын Аршамбо, соратник Иоанна Бесстрашного, после его смерти перешёл с бургундской службы на французскую, взял в жёны престарелую графиню Комменж, которая умертвила своего предыдущего супруга. Опасаясь разделить его судьбу, держал графиню взаперти и самовластно правил Комменжем. В конце жизни вынужден был оборонять свои владения от притязаний Арманьяков.
- Между тем Фуа правил племянник предыдущего, Гастон IV (? — 1472). Он оказал французскому королю Карлу VII большие услуги во время войны с англичанами. Как муж Элеоноры, дочери наваррского короля Иоанна II, наследовал своему тестю в Наварре. Ср. Leseur, «Hist. de Gaston IV comte de F.» (П., 1893).
- Двойную корону Фуа и Наварры унаследовал внук предыдущего, Франциск Феб (1467—83), который умер подростком. Его сестра Екатерина де Фуа вступила в брак с Жаном д’Альбре. С тех пор как Наварра, так и Фуа оставались в руках их потомства. Правнук их, Генрих Наваррский, став королём Франции, присоединил эти земли к королевскому домену.
- Жан де Фуа, виконт Нарбонна (1450—1500) — третий сын Гастона IV, зять и верный слуга Людовика XII (женат на его сестре Марии). Получил от него во владение графство Этамп на севере Франции, а после смерти своего племянника Франциска Феба под предлогом применения салического закона также оспорил права Екатерины де Фуа и её мужа Альбре на наваррское наследство. Гражданская война в Наварре продлилась до 1497 года.
- Гастон де Фуа, герцог де Немур — сын предыдущего, племянник Людовика XII, водивший в бой его армии во время Итальянской войны, в 22 года сложил холостым голову под стенами Равенны.
- Жермена де Фуа (1488—1538) — единственная сестра предыдущего, жена (с 1505 года) Фердинанда Католика, овдовевшего после смерти Изабеллы. Прикрываясь её правами, Фердинанд оккупировал большую часть Наварры.
- Из других детей Гастона IV Пьер Младший (1449-90), как и его тёзка-дядя, стал кардиналом и архиепископом Арльским, Мария была замужем за маркграфом Монферрата, а Маргарита де Фуа — за бретонским герцогом Франциском II. Дочь последней, Анна Бретонская, — наследница Бретани, королева Франции.

### Виконты де Лотрек

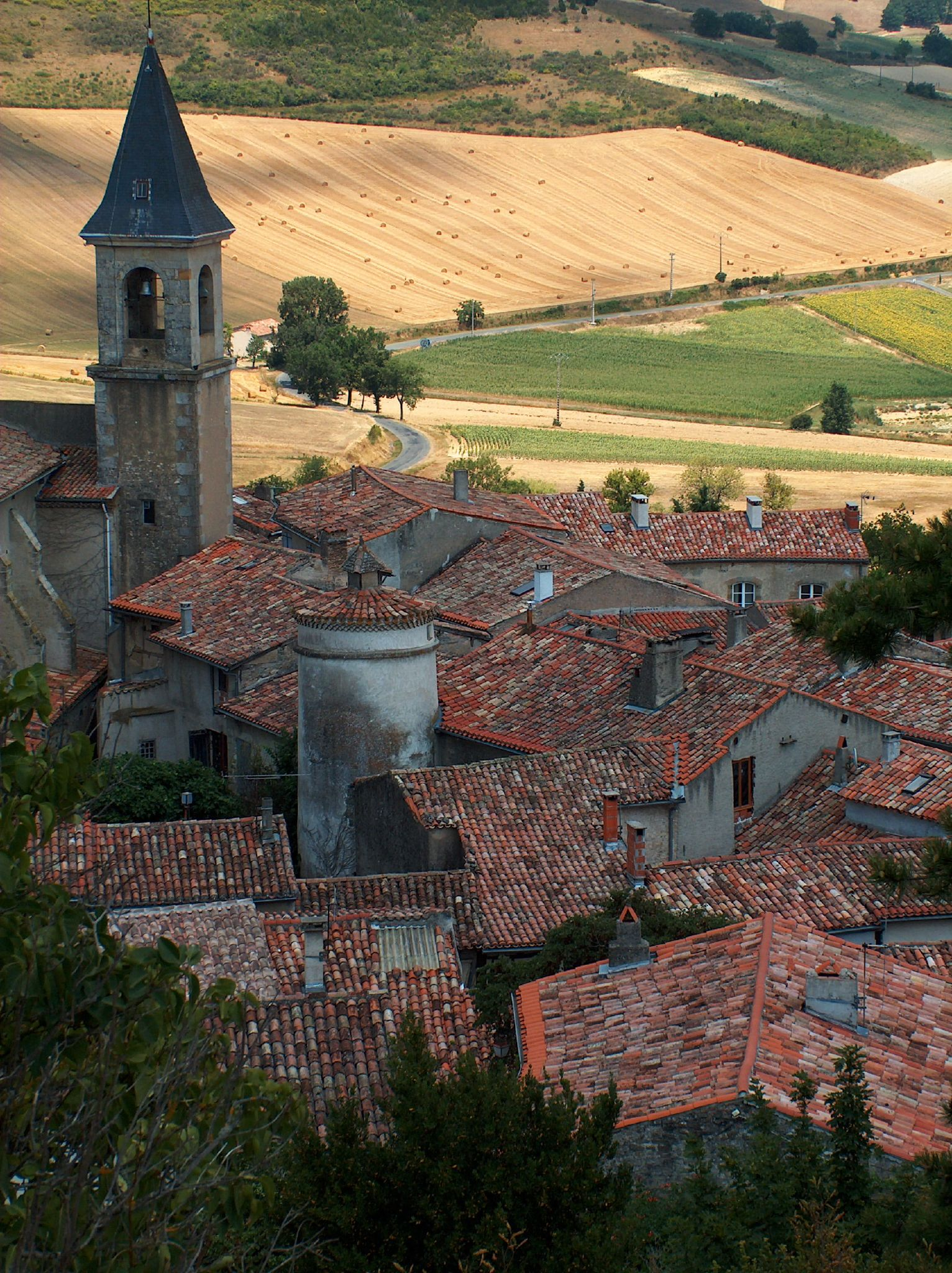
Город Лотрек в Лангедоке

Линия сеньоров города Лотрек в нынешнем департаменте Тарн происходит от младшего брата Гастона IV де Фуа по имени Пьер. Его внучка Франсуаза де Шатобриан — возлюбленная короля Франциска I, который особо отличал и её братьев — Оде, Тома и Андре. Несмотря на посредственный полководческий талант, старший из братьев дослужился до маршальского жезла. Он умер в Неаполе от чумы в 1527 г., оставив единственную дочь, Клод, наследницу Лотрека. Её первым мужем был Ги XVII де Лаваль, вторым — Шарль де Люксембург, виконт де Мартиг.

### Графы де Кандаль
Младший сын Аршамбо де Грайи, Гастон де Грайи, унаследовал от отца титул капталя де Бюша. Подобно своим предкам, он поддерживал в Столетней войне англичан. Его сын Жан де Фуа, граф де Бенож, женился на сестре 1-го герцога Саффолка и был пожалован английским королём в кормление третьим по величине городом Камбрии, Кенделом, с титулом графа. Его сын Гастон II отъехал во Францию, где продолжил именовать себя графом Кенделом (на французский манер — де Кандалем).
Гастон II де Фуа-Кандаль был женат дважды — на Екатерине де Фуа (дочери Гастона IV де Фуа) и Изабелле д’Альбре (сестре Иоанна Наваррского). От этих браков он нажил пять сыновей, из которых один занимал архиепископскую кафедру в Бордо, другой — епископскую в Каркассоне. Из его дочерей старшая, Анна де Фуа, — королева Венгрии, мать Лайоша II, а младшая, Луиза, — графиня д’Эпинуа, мать 1-го принца Эпинуа.
В конце XVI века род Фуа-Кандалей разделился на две линии, старшую (графскую) и младшую (сеньоры Виллефранша). Последний из графов Кандалей, Анри, — автор трудов по античной истории, изобретатель т. н. Кандалевой водицы, управлял от имени короля городом Бордо, но впоследствии перешёл в кальвинизм и погиб в битве с католиками у Соммьера (1572). От брака с дочерью коннетабля Анна де Монморанси у него остались две дочери, из которых старшая, Маргарита де Фуа-Кандаль, была выдана замуж за королевского любимца Эпернона. Последний добился заточения её сестры в монастыре и присвоил наследство Фуа-Кандалей; впоследствии герцогами де Фуа себя именовали его дети.

### Герцоги де Рандан

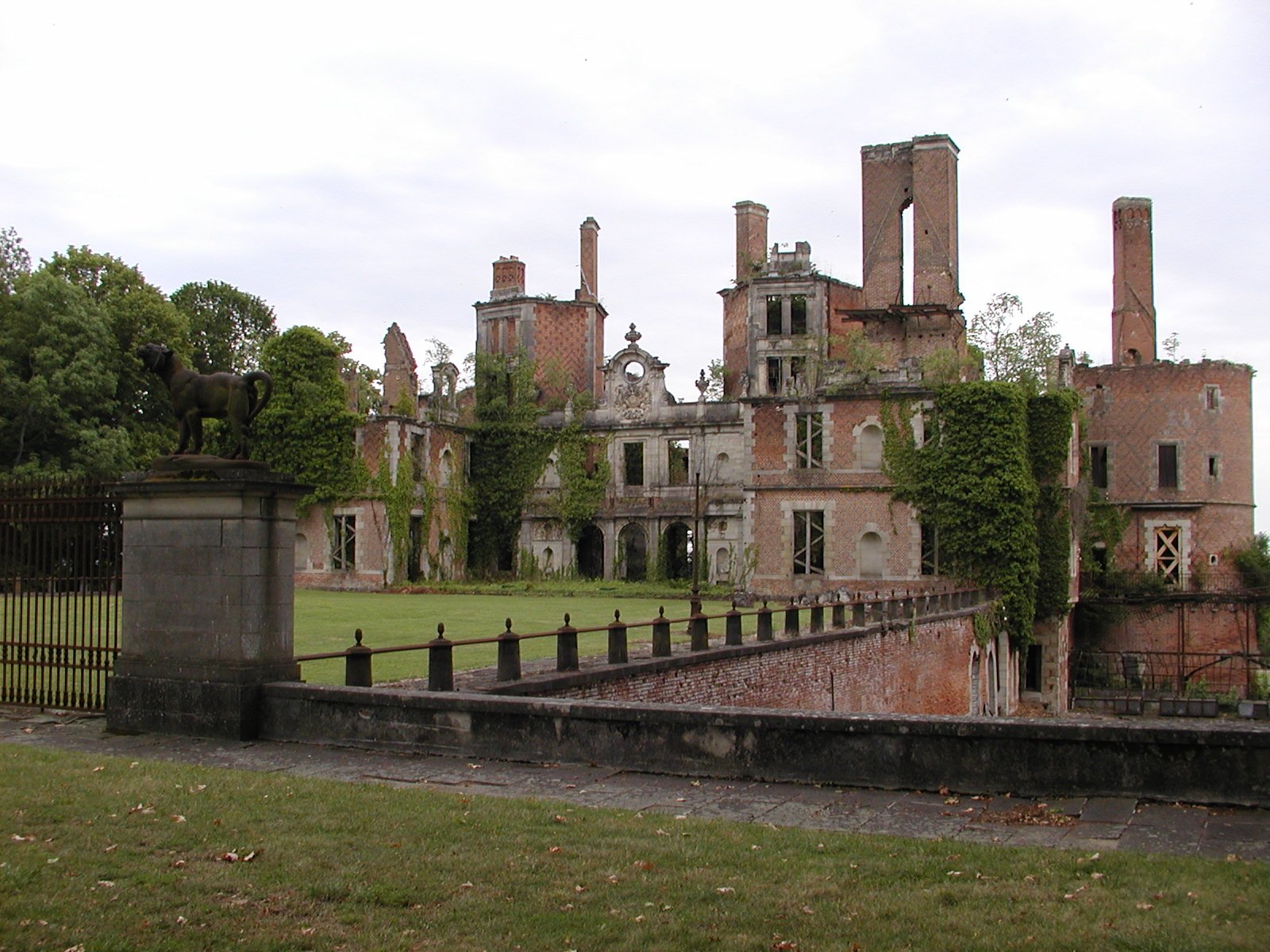
Руины герцогской усадьбы в Рандане

Помимо Гастона, у 1-го графа Кендела были две дочери (одна замужем за графом Арманьяком, другая — за маркграфом Салуццо) и сын Жан, от которого происходит самая младшая линия дома де Фуа. Её представители обзавелись владениями в Дордони и Провансе — маркизатом Тран, графствами Гурсон и Ле-Флё, виконтством Мёй. Жан Батист Гастон де Фуа, граф дю Флё, рано погибший в бою, оставил вдовой маркизу де Сеннесе из рода Боффремонов — дочь воспитательницы Людовика XIV из рода Ларошфуко. Её имение Рандан король возвысил до степени герцогства, а она передала его внукам из рода Фуа. Двое этих внуков (оба бездетные) — последние представители рода Фуа и герцоги де Рандан.

## Интересные факты
- Вольтер написал трагедию «Герцог де Фуа» (поставлена в Париже в 1752 г.), а в фильме «Елизавета» (1998) в качестве одного из претендентов на руку и сердце английской королевы выведен «месье де Фуа». Оба персонажа вымышленные.